# Golfclub De Lage Mors
Golfclub De Lage Mors is een Nederlandse golfclub in Delden.
Al sinds 1999 werd er golf gespeeld op de Lage Mors, maar in 2005 werd er pas een golfclub opgericht. Deze beschikt nu over een 9 holes baan, die in 2008 de B-status van de Nederlandse Golf Federatie heeft gekregen. De par is 70.
De baan werd door Frank Pont ontworpen. Het coulisselandschap is heuvelachtig, er zijn een aantal verhoogde greens en er zijn veel waterpartijen, die voor het waterschap van belang zijn voor waterberging na zware regenbuien.
De drivingrange van de club ligt naast het aangrenzende Aparthotel Delden.
De club doet mee aan de competitie van NoBraGolfNederland.

## Trivia
De naam van de Lage Mors is afgeleid van Laaf Moeras.